# ألارد بيرسون
ألارد بيرسون (بالهولندية: Allard Pierson) هو مؤرخ الفن وبروفيسور ومؤرخ وأستاذ جامعي هولندي، ولد في 8 أبريل 1831 في أمستردام في هولندا، وتوفي في 27 مايو 1896 في Almen ‏ في هولندا.